# سكوت بيترسن
سكوت بيترسن (بالإنجليزية: Scott Petersen)‏ هو لاعب غولف أمريكي، ولد في 4 يوليو 1970 في ويليستون في الولايات المتحدة.

## وصلات خارجية
- سكوت بيترسن على موقع رابطة لاعبي الغولف المحترفين (الإنجليزية)